# Jerry Sags
Jerome Saganovich, maggiormente conosciuto come Jerry Sags (Allentown, 5 luglio 1964), è un ex wrestler statunitense, noto per essere uno dei membri del tag team dei Nasty Boys insieme a Brian Knobbs.

## Carriera

### The Nasty Boys
Sags si diplomò alla Whitehall High School in Pennsylvania. Nel 1985, iniziò la sua carriera nel mondo del wrestling come arbitro lavorando nella American Wrestling Association. Nel 1986, formò un tag team denominato "The Nasty Boys" ("i ragazzi cattivi") con l'amico d'infanzia Brian Knobbs, e i due incominciarono a combattere in Tennessee per poi spostarsi qualche tempo dopo nella Florida Championship Wrestling, dove vinsero i titoli mondiali di coppia per ben cinque volte tra il 1988 e il 1990.
Nel 1990, i Nasty Boys si aggregarono alla World Championship Wrestling. Inizialmente si scontrarono con Rick e Scott Steiner ma non riuscirono mai a sconfiggere gli Steiner Brothers per il WCW United States Tag Team Championship.
I Nasty Boys lasciarono la WCW nel dicembre 1990 per accasarsi alla World Wrestling Federation. Insieme al loro nuovo manager Jimmy Hart, dichiararono subito la loro intenzione di "Nastisizzare la WWF". Dopo la vittoria in una tag team battle royal che li catapultò in cima alla lista degli sfidanti al titolo di coppia, riuscirono a sconfiggere la Hart Foundation, grazie alle interferenze di Jimmy Hart, vincendo il WWF World Tag Team Championship a WrestleMania VII, e detenendo le cinture fino a SummerSlam '91, dove furono sconfitti dai Legion of Doom in un match senza squalifica. Alla fine del 1992 diventarono per breve tempo una coppia "face" in seguito al tradimento di Jimmy Hart che li aveva abbandonati per i Money Incorporated (Ted DiBiase & IRS), ma non riuscirono più a riconquistare le cinture di campioni.
Nel 1993, lasciarono la WWF per tornare alla WCW dove, guidati dalla manager Missy Hyatt, riuscirono a conquistare le cinture WCW World Tag Team Championship. Sempre nel 1993, rivinsero i titoli tag team per la seconda volta, ma furono poi sconfitti da Cactus Jack e Kevin Sullivan. Nel maggio 1995, conquistarono per la terza ed ultima volta i titoli mondiali di coppia sconfiggendo gli Harlem Heat al PPV Slamboree, ma ripersero le cinture poco tempo dopo contro gli Harlem Heat a Bash at the Beach.
Nel 1996, i Nasty si imbarcarono in un feud con l'nWo, ma Sags si infortunò seriamente durante un match contro Scott Hall e dovette ritirarsi. A causa dell'infortunio invalidante causatogli accidentalmente o meno da Hall, Sags fu costretto a rescindere il contratto con la WCW. Per questa ragione intentò una causa legale contro Scott Hall.
Sags ritornò al wrestling nel 2001, prima come allenatore e poi riformando con Knobbs i Nasty Boys per combattere per breve tempo nella X Wrestling Federation. Quando la federazione fallì nel 2002, Sags si ritirò nuovamente a vita privata.

### Ricostituzione dei Nasty Boys (2007-2010)
Il 20 novembre 2007, Knobbs e Sags hanno riformato i Nasty Boys combattendo insieme nel loro primo match da anni a questa parte durante una puntata di SmackDown! registrata a Tampa (Florida). Secondo i resoconti, il match fu un vero disastro e il team fu accusato di aver volutamente voluto far male ai propri avversari, Dave Taylor e Drew McIntyre, in maniera poco professionale.
Il 4 gennaio 2010, i Nasty Boys hanno debuttato nella Total Nonstop Action Wrestling durante una puntata di TNA Impact!, distruggendo lo spogliatoio del Team 3D mentre la coppia era in Giappone. l'episodio fu alla base del seguente feud tra i due tag team. Il 21 gennaio i Nasty Boys hanno combattuto il loro primo match in TNA, sconfiggendo Eric Young e Kevin Nash. Al ppv Against All Odds, i Nasty Boys sconfissero il Team 3D in un tag team match, grazie all'intervento del rientrante Jimmy Hart che si schierò dalla parte dei suoi vecchi clienti.
Il 29 marzo 2010 i Nasty Boys furono licenziati dalla TNA a seguito di un incidente verificatosi a un evento TNA che vedeva la presenza della dirigenza di Spike TV.

## Vita privata
Sags e sua moglie hanno quattro figli; le figlie Chloe e Madison e i figli maschi Seve e Jax. La famiglia risiede a Treasure Island in Florida, vicino a dove abitano Brian Knobbs e Hulk Hogan. La cognata di Sags è stata sposata con il wrestler Dusty Rhodes.
Nel 2011 Sags apparve in una puntata dello show Man v. Food Nation girata a Tampa, Florida, dove vinse la sua sfida con il cibo.

## Personaggio
Mosse finali
- Diving elbow drop
- Pumphandle slam
- Con Brian Knobbs
  - Double DDT[10]
  - Trip to Nastyville[10] (Running powerslam da parte di Knobbs seguito da un diving elbow drop di Sags)

Manager
- Jimmy Hart[11]
- Missy Hyatt
- Teddy Long

## Titoli e riconoscimenti
- Continental Wrestling Association
  - AWA Southern Tag Team Championship (2) – con Brian Knobbs
- NWA Florida
  - FCW Tag Team Championship (5) – con Brian Knobbs
- Pro Wrestling Illustrated
  - PWI Tag Team of the Year del 1994 – con Brian Knobbs[12]
  - PWI lo classificò alla posizione numero 420 nella lista dei migliori 500 wrestler singoli dei "PWI Years" nel 2003[13]
  - PWI lo ha classificato alla posizione numero 53 (insieme a Brian Knobbs) nella lista dei migliori 100 tag team dei "PWI Years" del 2003.[14]
- World Championship Wrestling
  - WCW World Tag Team Championship (3) – con Brian Knobbs
- World Wrestling Federation
  - WWF World Tag Team Championship (1) – con Brian Knobbs
- X Wrestling Federation
  - XWF World Tag Team Championship (1) – con Brian Knobbs[15]
- Altri titoli
  - NAWA Tag Team Championship (1) – con Brian Knobbs
  - PWF Tag Team Championship (1) – con Brian Knobbs
  - SAPC Tag Team Championship (1) – con Brian Knobbs